# Aeroport Internacional de Donetsk

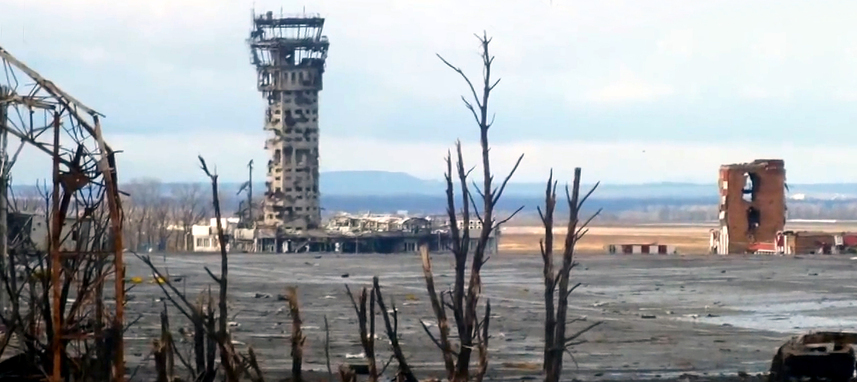
Aeroport actualment

L'Aeroport Internacional de Sergey Prokofiev de Donetsk (en ucraïnès: Міжнародний аеропорт «Донецьк» імені Сергія Прокоф'єва) (codi IATA: DOK, codi OACI: UKCC) és un aeroport internacional situat a Donetsk, ciutat de l'est d'Ucraïna. Va ser construït durant els anys 1940-50 i reconstruït en 1973. L'aeroport es troba vuit quilòmetres al nord del centre de la ciutat, a prop de l'estació d'autobusos Putylivskyi.

## Batalla de 2014
El 26 de maig de 2014, grups pro-russos van assaltar i van prendre el control de l'aeroport poc després que Petrò Poroixenko guanyés les eleccions presidencials ucraïneses de 2014. Posteriorment les tropes ucraïneses van llançar atacs aeris per recuperar el control de l'aeroport. 2 civils i 38 combatents van morir (incloent persones que han acudit a retirar cossos), i l'exèrcit ucraïnès va recuperar el control del lloc. El servei en l'aeroport no s'ha reprès des de la batalla. Entre el 31 d'agost i el 3 de setembre es van reprendre els combats, els pro-russos obtenien la matinada d'aquest dia el control total d'aeroport, però l'exèrcit ucraïnès va llançar una ofensiva novament. El 15 de gener de 2015 banderes pro-russes van onejar en la terminal d'aeroport, els pro-russos van afirmar que controlen el 95% de l'aeroport i que solament queden petits grups de soldats de l'exèrcit ucraïnès.

## Aerolínies i destinacions
- Austrian Airlines (Suspès) (Viena)[6][7]
- LOT (Varsòvia) (Suspès)[6]
- Lufthansa (Suspesos)[6]
  - Lufthansa Regional operat per Lufthansa CityLine (Múnic) (Suspès)[6][8]
- TbilAviaMsheni (Suspesos) (Tbilissi)[6][7]
- Turkish Airlines (Suspès) (Istanbul-Atatürk)[6][7]
- UTair (Suspès) (Moscou-Vnukovo)[6][7]

## Accidents i incidents
- Vol 8971 de South Airlines